# Neurocolpus longirostris
Neurocolpus longirostris är en insektsart som beskrevs av Knight 1968. Neurocolpus longirostris ingår i släktet Neurocolpus och familjen ängsskinnbaggar. Inga underarter finns listade i Catalogue of Life.